# Murfatlar
Murfatlar je město v župě Constanța v severní Dobrudži v Rumunsku. Oficiálně se stalo městem v roce 1989 v důsledku Rumunského programu systemizace venkova.

## Etymologie
Název města pochází z tureckého slova arabského původu murvet (což znamená „štědrý člověk“).
V letech 1921–1965 a 1975–2007 se lokalita nazývala Basarabi. Dne 26. června 2007 schválila Poslanecká sněmovna rumunského parlamentu návrh na změnu názvu zpět na Murfatlar, jenž byl ratifikován i Senátem a 20. prosince 2007 vyhlášen rumunským prezidentem.

## Administrativa
Murfatlar je přístavem na dunajsko-černomořském kanálu, v roce 2021 měl 9 173 obyvatel. V nedalekých kopcích byl nalezen vytesaný komplex jeskyní, viz jeskynní komplex Basarabi.
Obec Siminoc (historickým názvem: Turc-Murfat) je spravována městem Murfatlar. Název obce pochází od květiny smil písečný (Helichrysum arenarium; rumunsky siminoc), která se v oblasti hojně vyskytuje.
V blízkosti se nachází vinice Murfatlar a jeskynní komplex Basarabi.

## Vývoj počtu obyvatel
Při sčítání lidu v roce 2021 žilo ve městě 9 173 obyvatel. Při sčítání lidu v roce 2011 zde žilo 9 634 obyvatel, z toho 8 657 Rumunů (89,86 %), 547 Tatarů (5,68 %), 236 Romů (2,45 %), 134 Turků (1,39 %), 9 Maďarů (0,09 %), 3 Arumuni (0,03 %), 16 lidí s jinou národností (0,17 %) a 32 osob s neuvedenou národností (0,33 %).

## Rodáci
Ve městě se narodil 4. prezident Rumunska Traian Băsescu.

## Galerie

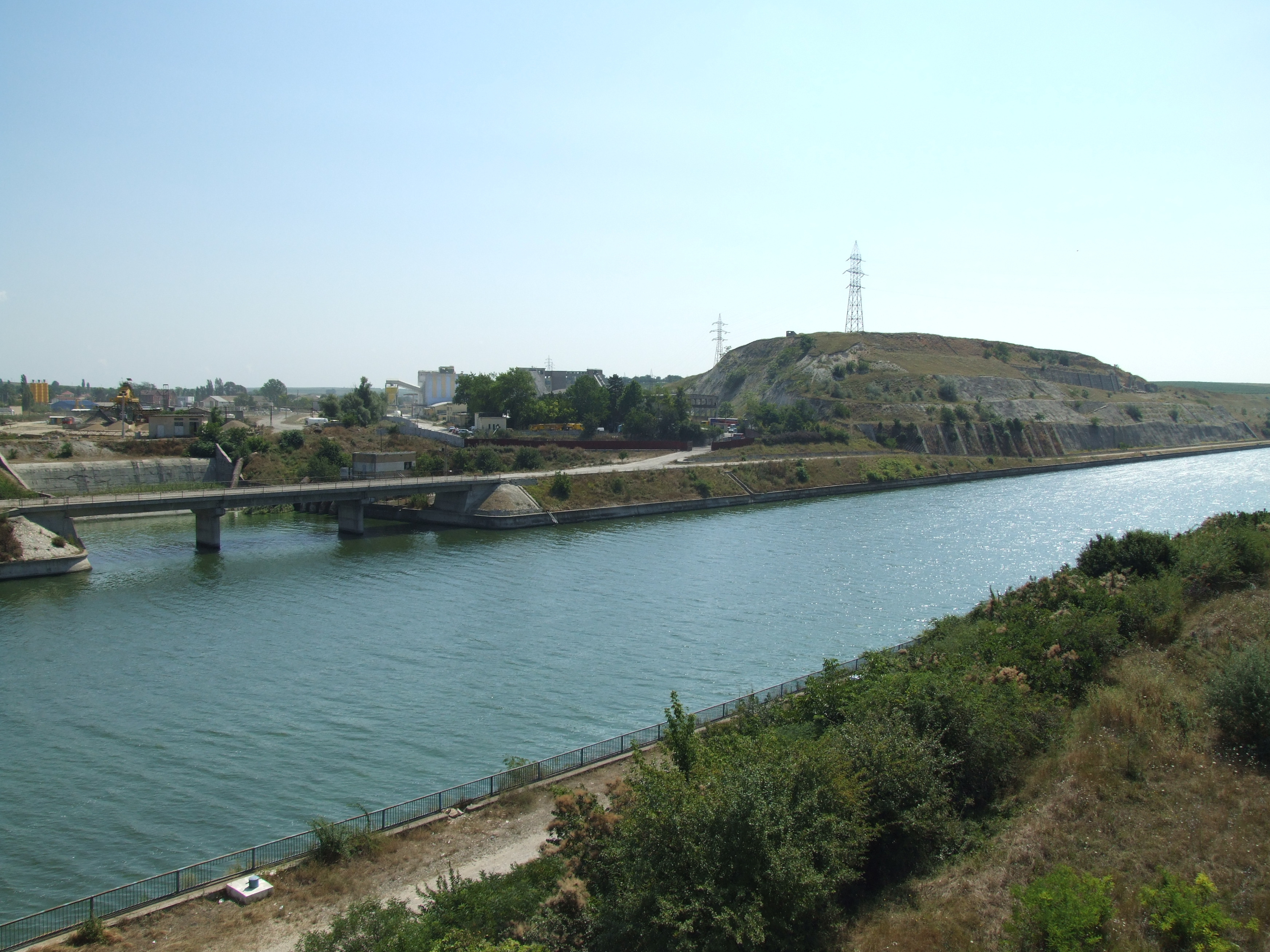
Kanál Dunaj–Černé moře v Murfatlaru
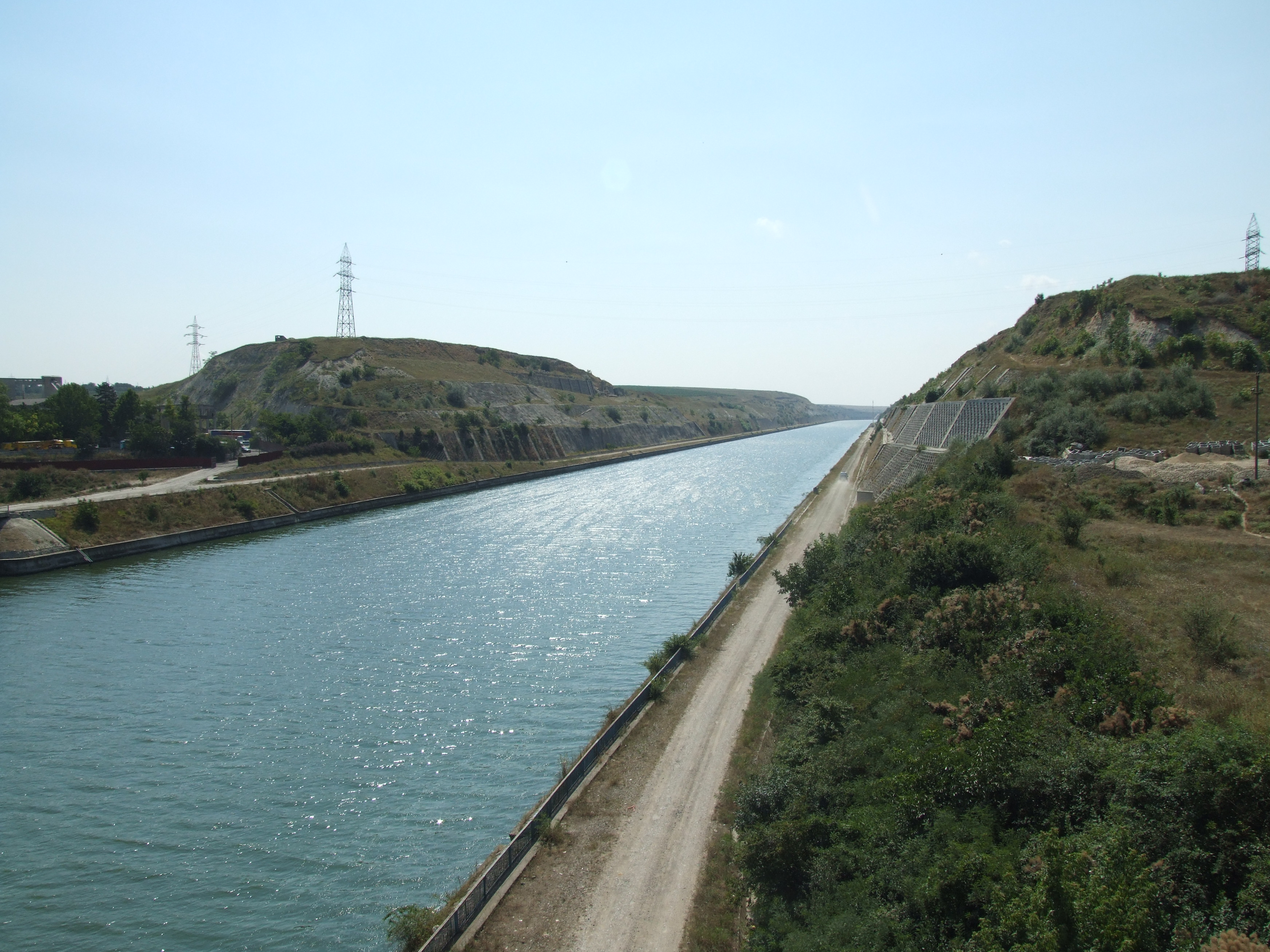
Kanál Dunaj–Černé moře v Murfatlaru
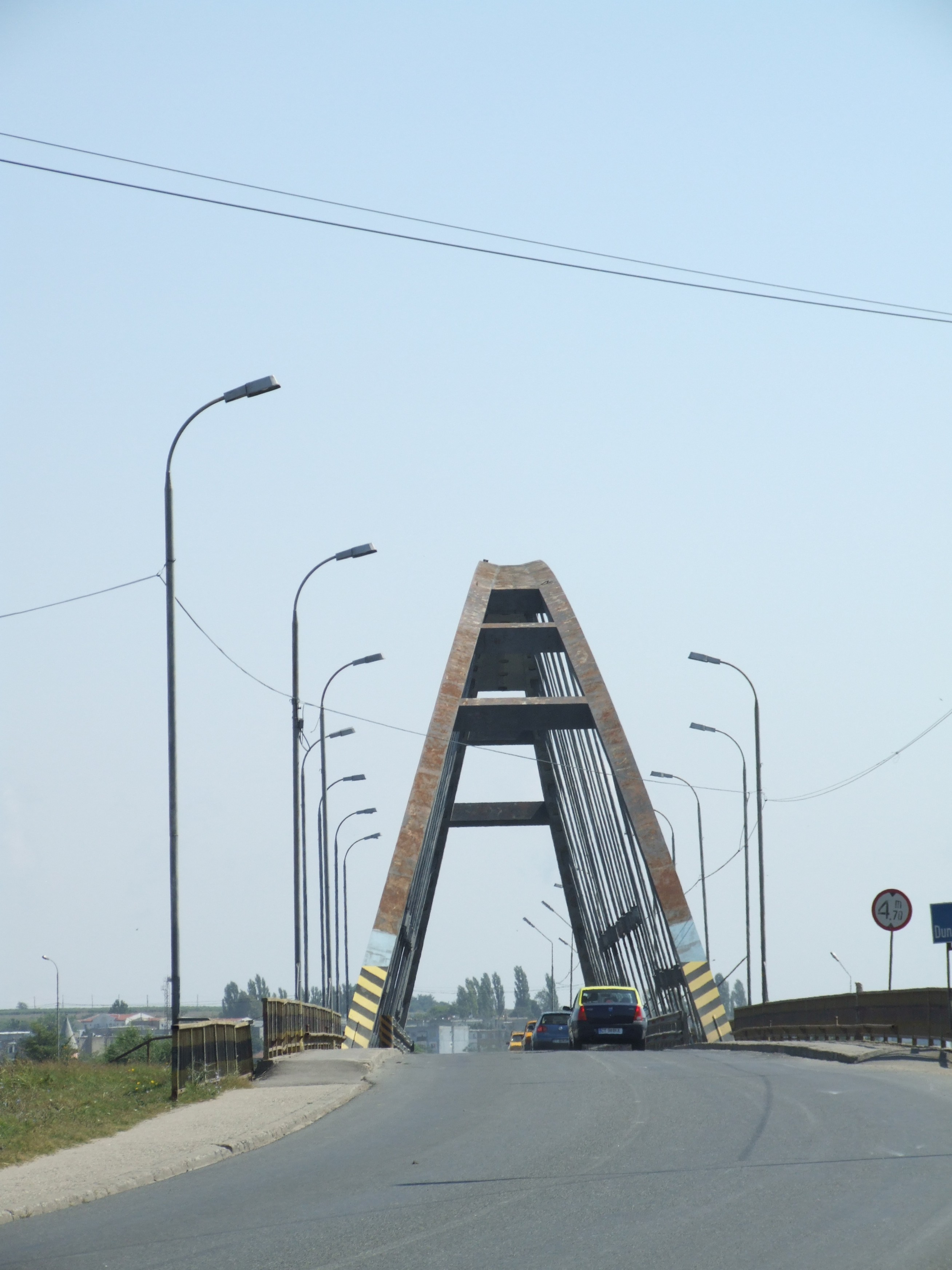
Most přes kanál Dunaj–Černé moře v Murfatlaru